# Place Pierre-Laroque
La place Pierre-Laroque est une voie située dans le quartier de l'École-Militaire du 7e arrondissement de Paris.

## Situation et accès
La place Pierre-Laroque est desservie par la ligne 13 à la station Saint-François-Xavier.

## Origine du nom
Cette place porte le nom du résistant, conseiller d’État, créateur de la Sécurité sociale, Pierre Laroque (1907-1997).

## Historique
La place est créée en 2006 sur l'emprise des voies qui la bordent[Lesquelles ?] et prend son nom actuel.
La place Pierre Laroque est également connue pour avoir été le lieu des manifestations contre les confinements organisées par Les Patriotes en 2020 et 2021.